# Krasino
Krasino (in russo Kpacинo) è un piccolo insediamento russo facente parte dell'Oblast' di Arcangelo, sull'isola meridionale della Novaja Zemlja.